# Chorozinho (microregio)
Chorozinho is een van de 33 microregio's van de Braziliaanse deelstaat Ceará. Zij ligt in de mesoregio Norte Cearense en grenst aan de mesoregio Metropolitana de Fortaleza in het noorden, de microregio Cascavel in het oosten, de mesoregio's Jaguaribe in het zuidoosten en zuiden en Sertões Cearenses in het zuidwesten en de microregio Baturité in het westen en noordwesten. De microregio heeft een oppervlakte van ca. 1290 km². Midden 2004 werd het inwoneraantal geschat op 61.027.
Drie gemeenten behoren tot deze microregio:
- Barreira
- Chorozinho
- Ocara

Mesoregio's: Centro-Sul Cearense · Jaguaribe · Metropolitana de Fortaleza · Noroeste Cearense · Norte Cearense · Sertões Cearenses · Sul Cearense

Microregio's: Baixo Curu · Baixo Jaguaribe · Barro · Baturité · Brejo Santo · Canindé · Cariri · Caririaçu · Cascavel · Chapada do Araripe · Chorozinho · Coreaú · Fortaleza · Ibiapaba · Iguatu · Ipu · Itapipoca · Lavras da Mangabeira · Litoral de Aracati · Litoral de Camocim e Acaraú · Médio Curu · Médio Jaguaribe · Meruoca · Pacajus · Santa Quitéria · Serra do Pereiro · Sertão de Crateús · Sertão de Inhamuns · Sertão de Quixeramobim · Sertão de Senador Pompeu · Sobral · Uruburetama · Várzea Alegre